# 범위 (프로젝트 관리)
범위 또는 스코프(scope)는 프로젝트 관리에서 제품의 정의된 특징 및 기능 또는 프로젝트를 마치는 데 필요한 작업 범위이다. 범위에는 제품이 이해관계자의 요구 사항을 충족하는 데 필요한 기능을 포함하여 프로젝트를 시작하는 데 필요한 정보를 얻는 것이 포함된다.:116
프로젝트 범위는 필요한 작업과 필요한 방법을 지향하는 반면, 제품 범위는 기능적 요구 사항을 지향한다. 요구사항이 완전히 정의 및 설명되지 않고 프로젝트에 효과적인 변경 제어가 없으면 범위 또는 요구사항 변동이 발생할 수 있다.:434:13
범위 관리는 프로젝트가 예산 범위 내에서 궤도에 오르고 이해관계자의 기대를 충족하는지 확인하기 위해 프로젝트 범위를 정의,:481-483 관리하는 프로세스이다.

## 같이 보기
- 안드로이드
- 요구사항 관리
- 캘린더